# Ceratocapsus spinosus
Ceratocapsus spinosus är en insektsart som beskrevs av Henry 1978. Ceratocapsus spinosus ingår i släktet Ceratocapsus och familjen ängsskinnbaggar. Inga underarter finns listade i Catalogue of Life.